# Personaggi di Candy Candy
Elenco dei personaggi dell'anime Candy Candy, per categoria e ordine di apparizione (tra parentesi il nome originale)

## Personaggi principali
- Candice "Candy Candy" Andrew (Candice White Ardlay): è la protagonista della serie, una bionda e dolce ragazzina con le lentiggini di cui si racconta la vita dal suo ritrovamento presso l'orfanotrofio "Casa di Pony" fino ai vent'anni. È una ragazza dal carattere buono, altruista e molto forte e coraggioso, di grande generosità benché non privo di difetti: Candy è molto testarda, ribelle e selvaggia, spesso anche capricciosa e dispettosa, nonché piuttosto insofferente alle regole in generale. Essendo una ragazza orfana e povera, è sempre soggetta a gravi e pesanti pregiudizi sulla sua condizione sociale da parte di quasi tutti coloro che la circondano, a cominciare dai due viziati e crudeli fratelli Iriza e Neal, che non perdono mai occasione di umiliarla, maltrattarla e tentare di metterla in difficoltà di fronte a tutti facendo leva sul suo essere abbandonata a sé stessa e al suo carattere ribelle e istintivo. Nonostante le tante avversità e le difficoltà che Candy si ritrova ad affrontare, a volte da sola, non perde mai la forza di sorridere e di reagire e si sforza sempre di non cedere alle provocazioni e alle critiche, limitandosi a mantenere la maggior parte delle volte un atteggiamento calmo e deciso ed anzi, ogni sfida la rende sempre più determinata e forte. È sempre pronta ad aiutare chi ne ha bisogno, lasciando che la sua umanità prenda il sopravvento e intrattiene diversi rapporti di solida e sincera amicizia con molti personaggi che incontra sul suo cammino, rimasti colpiti dal suo coraggio e dal suo altruismo, ma a rimanerle sempre accanto per aiutarla e incoraggiarla senza mai tirarsi indietro ci sono in particolare i suoi migliori amici di sempre: Archie, Stear, Annie, Patty ed Albert (quest'ultimo suo fedele consigliere e confidente). Nel corso della storia, Candy ha avuto due grandi amori, grazie ai quali è cresciuta e maturata e che in cuor suo non dimenticherà mai: Anthony e Terence, che a causa della sua morte perde il primo, mentre per ragioni superiori è costretta a rinunciare al secondo che sarà riconosciuto dalla ragazza come il grande amore della sua vita. Durante lo scoppio della guerra, la ragazza finalmente comprende quale sia la sua strada: diventare un'infermiera. Dopo diverse difficoltà e peripezie, Candy grazie alla sua tenacia, studia e si impegna a fondo fino a diventarlo e col tempo diviene negli ospedali in cui presta servizio ed aiuto una delle più apprezzate, richieste e stimate dai pazienti e le sue capacità vengono riconosciute anche dai suoi colleghi e dai superiori. Il suo lavoro in cui si impegna, è tanto dedita ed è molto appassionata, le garantisce sia indipendenza che stabilità oltre a renderla una donna finalmente libera. Doppiata da Minori Matsushima (originale), Laura Boccanera (italiano).
- Annie Brighton: la più stretta, cara e vecchia amica del cuore di Candy, trovata all'orfanotrofio lo stesso giorno e cresciuta assieme a lei per dieci anni come se fossero due sorelle. Possiede una personalità molto timida e riservata e viene adottata dai nobili coniugi Brighton. Malgrado le separazioni anche lunghe e alcune iniziali incomprensioni che porta le due a stare lontane, quella di Annie rimane per tutta la serie l'amicizia più importante e solida per Candy. Non esita mai ad aiutare e a sostenere la sua migliore amica e a confrontarsi con lei su qualunque cosa. Caratterialmente il suo personaggio è un po' il contraltare della protagonista: benché le ragazze siano accomunate da un'inesauribile bontà d'animo e siano dotate di una grande sensibilità, tanto Candy è dinamica, estroversa, indipendente, talvolta ribelle, quanto Annie è invece tutto il contrario: timida, malinconica, conformista, insicura e fragile. Tende regolarmente a cercare l'appoggio degli altri: di Candy stessa, della famiglia d'adozione ed infine di Archie, di cui si innamora, ricambiata, e con cui convolerà a nozze. Soltanto verso la fine della serie dimostra di essere maturata e pronta ad affrontare la vita seriamente con le proprie forze: recatasi a Grey Town assieme al fidanzato, entrambi si rimboccano le maniche provvedendo alla cucina ed alla ristorazione degli operai per aiutare la loro amica Candy. Doppiata da Mami Furui (originale), Suzy Fassetta (italiano).
- Miss Pony (Sister Pony): saggia signora di mezza età che dedica la sua vita agli orfani della casa omonima assieme a Suor Maria. Doppiata da Taeko Nakanishi (originale), Laura Carli (italiano).
- Suor Maria (Sister Lane): giovane suora assistente di Miss Pony. Doppiata da Nana Yamaguchi (originale), Alba Cardilli (italiano).
- William Albert Andrew (William Albert Ardlay): apparentemente un personaggio secondario: giovane vagabondo eccentrico e grande amante degli animali e della natura nonché grandissimo amico e confidente di Candy, è in realtà colui che veglierà su di lei da vicino e da lontano e influenzerà di più la vita della sua protetta. Ragazzo maturo, coraggioso, forte, buono e molto indipendente, per Candy oltre che un amico, confidente o addirittura come un fratello, è una figura di riferimento e una colonna su cui poter appoggiarsi. Ad un certo punto si reca in Africa, per lavorare come medico e veterinario: in seguito ad un incidente, perde la memoria e viene ricoverato presso l'ospedale Santa Joanna. Candy, dopo essersene presa cura nel periodo di degenza, decide di affittare un appartamento ed andare a vivere con lui per aiutarlo a guarire dall'amnesia e questo non farà che rafforzare il loro legame così unico. La vera identità dell'uomo (ovvero il benefattore che l'ha adottata) viene rivelata solo nell'ultimo episodio. Il tanto nominato "zio" William, nonché "principe della collina", è sempre stato lui. Nell'episodio 37, quando Candy si reca a Londra per procurare una medicina a Terence rimasto ferito, dichiara di avere vent'anni. Considerando che in quel momento la ragazza frequentava la Royal St.Paul School e non aveva ancora festeggiato il quindicesimo compleanno (cosa che accade nel successivo mese di maggio, in prossimità dell'omonima Festa dei Fiori della scuola), è facile arguire che la differenza d'età fra i due è di 6 anni. Il finale della serie lascia aperta la possibilità che la loro relazione possa evolvere in qualcosa di più. Rimarrà sempre al fianco della protagonista. Doppiato da Makio Inoue (originale), Guido Sagliocca (italiano).
- Iriza Legan (Eliza Leagan): figlia minore della famiglia Legan, a cui inizialmente Candy è chiamata a fare compagnia. È una tipica figura di antagonista, totalmente priva di risvolti positivi. Insieme a suo fratello Neal commette infinite angherie verso Candy (per lo più immotivate), anche se per giustificare la rivalità fra le due, ella viene presentata come innamorata non corrisposta prima di Anthony e poi di Terence. Doppiata da Yumi Nakatani (originale), Laura Lenghi (italiano).
- Neal Legan (Neil Leagan): fratello maggiore di Iriza, perfido come lei ma più rozzo e meno furbo, nonché vigliacco. Verso la fine della serie s'invaghisce di Candy, tentando di costringerla a sposarlo con la complicità dei parenti. Doppiato da Kiyoshi Komiyama (originale), Riccardo Rossi (italiano).
- Archibald "Archie" Cornwell: membro degli Andrew per parte di madre, fratello di Stear e cugino di Anthony. Impulsivo, forte e determinato, ma buono e leale, è uno dei migliori amici di Candy. Inizialmente ha una cotta per Candy, che quasi le confessa a Londra a causa della gelosia per Terence. Poi invece sceglierà di stare con Annie, della quale si innamora e con la quale deciderà di sposarsi. Doppiato da Yūji Mitsuya (originale), Sergio Luzi (italiano).
- Alistear "Stear" Cornwell (Alistair "Stear" Cornwell): ragazzo molto simpatico, amichevole e premuroso e con l'hobby delle invenzioni, si innamorerà di Patty durante gli anni di Londra, per poi tornare a Chicago durante la guerra. Deciderà però di arruolarsi come volontario e verrà abbattuto in Europa durante un'incursione aerea, ai comandi del suo biplano. Doppiato da Kaneta Kimotsuki (originale), Fabio Boccanera (1^ voce), Oliviero Dinelli (2^ voce, italiano).
- Anthony Brown: ragazzo di nobili origini e orfano di madre, membro della famiglia Andrew per parte materna, così come i cugini Archie e Stear. Candy s'innamora di lui perché le ricorda il "principe della collina" (è infatti il nipote del vero "principe", che si rivelerà essere Albert/zio William, in quanto figlio della sorella di quest'ultimo). La sua passione è la coltivazione delle rose. Come Candy, appare un personaggio totalmente positivo, ma al contrario di lei, la sua condizione di ragazzo agiato lo rende poco esperto del mondo che lo circonda, anche se non disdegna di partecipare ad eventi non propriamente aristocratici (come le scazzottate con Tom, l'aiuto che dà a quest'ultimo nel consegnare il latte ai clienti o il Rodeo dei cowboys, dove riesce anche a vincere). È comunque aperto e desideroso di provare le reali esperienze della vita (si scontra spesso con la zia Elroy sull'argomento), ma non ne avrà purtroppo il tempo: muore infatti cadendo da cavallo, durante una battuta di caccia alla volpe. Doppiato da Kazuhiko Inoue (originale), Marco Guadagno (italiano).
- Terence Granchester (Terrius "Terry" Graham Grandchester): giovane ribelle, sfrontato e volitivo e appassionato di teatro, ne farà il suo lavoro. Il primo incontro con Candy avviene sulla nave Mauretania, che dagli Stati Uniti conduce entrambi in Inghilterra. Si ritrovano studenti presso la Royal St. Paul School a Londra e da quel momento il loro rapporto sarà in continua evoluzione divenendo man mano sempre più forte e profondo. Conia per lei il soprannome "signorina (ma anche Tarzan o scimmietta) tutte-lentiggini". Spirito libero, intollerante della grettezza mentale paterna, delle regole, dell'ipocrisia, dei soprusi e delle prepotenze, alterna modi affettuosi a comportamenti decisamente più bruschi, ma sarà proprio grazie alla sua irruenza che farà capire a Candy la necessità di pensare al proprio futuro lasciandosi alle spalle il ricordo, dolce ed allo stesso tempo doloroso, del suo caro Anthony. Candy e Terence si innamorano sinceramente durante i mesi passati a Londra ed in Scozia e grazie all'aiuto di Candy, il ragazzo riallaccia i rapporti con la madre. I due però vengono presto prepotentemente separati per cause di una serie di forze maggiori. In seguito le loro strade si incrocieranno di nuovo più volte, l'ultima sarà a New York in occasione della prima di "Romeo e Giulietta", quando a seguito di uno struggente addio si separano definitivamente a causa della tragedia che colpirà Susanna Marlowe, collega di Terence innamorata di lui. Terence, seppur distrutto e devastato, lascia andare Candy, facendole però promettere di continuare ad essere felice. Dopo qualche tempo il pensiero di Candy induce Terence ad abbandonare il teatro e vivere alla giornata; sarà Albert a farlo rinsavire, al punto che Terence, nonostante si trovi a un passo da Candy, decide sorprendentemente di non incontrarla. A fine serie si scopre che è tornato a recitare a fianco di Susanna (il doppiaggio italiano ha invece modificato il finale, facendo intendere che Terence ha lasciato Susanna, con la conseguente speranza di Candy di poterlo reincontrare). Doppiato da Kei Tomiyama (originale), Massimo Rossi (italiano).

## Personaggi secondari - ragazzi
- Tom: orfano della casa di Pony, è lui a sentire il pianto di Annie il giorno in cui vengono trovate lei e Candy, divenendo grandissimo amico della protagonista. Viene adottato dal signor Steave, al quale è molto affezionato; conosce Anthony e tra i due nasce anche una piccola zuffa, ma dopo essersi chiariti i due diventano buoni amici. Appare piuttosto regolarmente durante la serie: non manca mai di fare periodicamente visita all'orfanotrofio per salutare i bambini ed aiutare le sue benefattrici in caso di necessità. Diviene un ottimo mandriano e sarà presente nella rimpatriata dell'ultimo episodio. Doppiato da Keiko Yamamoto (giovane), Keaton Yamada (adulto, originale), Davide Lepore (1^ voce), Fabio Boccanera (2^ voce), Riccardo Rossi (3^ voce, italiano).
- John: orfano della casa di Pony con l'abitudine di fare la pipì a letto, che perderà poco dopo la partenza di Candy. Dopo l'adozione di Jimmy da parte del sig. Cartwright, ne prende il posto in qualità di "capo" degli altri bambini. Tra questi, coloro che gli sono più "fedeli" si chiamano Sam e Milly. Doppiato da Fabrizio Manfredi (italiano).
- Dorothy: giovane cameriera di casa Legan, diventa presto amica e complice di Candy e successivamente la segue a casa Andrew dopo l'adozione di lei da parte dello zio William. Doppiata da Francesca Guadagno (italiano).
- Tag: cuoco della famiglia Legan, insegna a Candy come fare il pane ed a cucinare. Doppiato da Vittorio Guerrieri (italiano).
- Peter: il maggiore dei 4 figli di Walter, che assieme a Candy affronta il viaggio verso il Messico. Jimmy, il più piccolo (praticamente un neonato) dei suoi fratellini, lungo il tragitto sta male e ha assoluto bisogno di un dottore. A tale scopo, Candy s'impadronisce del carro del sig. Garçia per tornare all'ultimo villaggio attraversato. Doppiato da Massimiliano Manfredi (italiano).
- Jimmy: nuovo orfano della casa di Pony, arrivato dopo la partenza di Candy. Si contende la qualità di "capo" dei bambini con Candy quando lei fa ritorno dopo la morte di Anthony. Successivamente viene adottato dal sig. Cartwright, diventando un abile cowboy. Complice un'esercitazione militare tenutasi nelle vicinanze del suo ranch, si mette in testa di diventare un soldato. Grazie alla fuga di alcuni capi di bestiame che mettono in serio pericolo l'incolumità del genitore, alla fine cambierà idea, comprendendo che la sua vera strada è la prosecuzione dell'attività paterna. Doppiato da Sachiko Chijimatsu (originale), Massimiliano Manfredi (1^ voce), Riccardo Rossi (2^ voce, italiano).
- Patricia "Patty" O'Brien: una ragazza un po' timida e con gli occhiali, che Candy conosce alla Royal St. Paul school e che successivamente si innamorerà di Stear. Quando quest'ultimo verrà ucciso in guerra si trasferirà in Florida con la nonna Martha. Doppiata da Chiyoko Kawashima (originale), Cinzia De Carolis (italiano).
- Louise: Allieva della Royal St. Paul school, amica di Iriza e sua complice nel giocare brutti tiri a Candy. Altezzosa, infida e snob al pari della giovane Legan, si scontrerà alla fine con la dura realtà della vita: la sua famiglia infatti cadrà in disgrazia per un dissesto finanziario, che manderà a monte gli affari del padre e costringerà la ragazza a lasciare la prestigiosa scuola per sopraggiunte ristrettezze economiche.
- Mark: ragazzino che Candy incontra appena arrivata in Scozia per le vacanze estive. È il figlio di Katherine, una domestica della scuola, e lavora presso il castello dei Granchester, occupandosi degli animali. Terence lo considera quasi come un fratello più piccolo. Doppiato da Massimiliano Manfredi (italiano).
- Sam: figlio del signor Carson, presso cui Candy si stabilisce per qualche giorno durante il viaggio da Londra a Southampton. I suoi fratelli sono Jeff e Susy: quest'ultima contrae il morbillo, ma grazie alle cure di Candy si riprenderà. Doppiato da Elio Zamuto (italiano).
- Cookie: giovane facchino che Candy incontra al porto di Southampton. Vuole diventare marinaio e si imbarca clandestinamente sulla Seagull insieme a lei. Qualche giorno prima aveva conosciuto Terence, che gli aveva regalato un'armonica. Durante il viaggio lui e Candy vengono scoperti ma il capitano Niven alla fine decide di assumerlo come mozzo. Dopo qualche mese scapperà dalla nave e si rifugerà alla casa di Pony, ma poi farà ritorno. Doppiato da Riccardo Rossi (1^ voce), Fabrizio Mazzotta (2^ voce, italiano).
- Sandra Niven: Figlia del capitano della Seagull, che Candy conosce dopo essere sbarcata a New York. Inizialmente frequenta un gruppo di teppisti, anche a causa delle forzate assenze paterne, tuttavia cambierà vita. Doppiata da Cinzia De Carolis (italiano).
- Charlie Sanders: Teppista del gruppo che frequenta Sandra. Si scopre che da bambino era amico di Terence e che l'aveva incontrato al porto poco tempo prima. Qualche tempo dopo, ricercato dalla polizia dopo essere evaso dal carcere minorile, si trova a Chicago sullo stesso treno in cui sono Terence e la compagnia Stratford. Si getta dal convoglio in corsa per sfuggire ai gendarmi, ferendosi seriamente; soccorso e ricoverato al Santa Joanna, assume l'identità di Terence e chiede l'aiuto di Candy per cambiare vita e arruolarsi nell'esercito, ma viene catturato a causa di Iriza, che in un primo tempo era riuscita ad ottenere di poterlo assistere (credendolo appunto Terence). Doppiato da Luca Dal Fabbro (italiano).
- Daisy: orfanella della casa di Pony che soffre di emofilia; Candy, ignara della malattia, la convince a giocare con tutti gli altri bambini invece di rimanere da sola a casa, ma si ferisce e rischia di morire.
- Flanny Hamilton (Franny Hamilton): compagna di stanza di Candy nel corso per infermiera al Saint Joseph e poi anche al Santa Joanna. Apparentemente molto rigida, è però assai leale e professionale. La sua freddezza è dovuta alle amarezze della vita ed al totale disinteresse della propria famiglia, ma in realtà ha un cuore generoso. Lo dimostrerà quando, dopo essere stata riconosciuta migliore allieva del corso, deciderà di partire per il fronte come crocerossina volontaria. Sarà proprio lì, in Francia, che prenderà il diploma classificandosi (come prevedibile) al primo posto.  Doppiata da Cinzia De Carolis (italiano).
- Eleanor Mancy: compagna di corso di Candy e Flanny sia al Saint Joseph che al Santa Johanna. Ha i capelli ricci. Doppiata da Silvia Pepitoni (1^ voce), Cristina Boraschi (2^ voce, italiano).
- Judy Neta: compagna di corso di Candy e Flanny sia al Saint Joseph che al Santa Johanna. È la più tarchiata del trio ed ha il viso roseo. Doppiata da Gabriella Andreini (1^ voce), Daniela Caroli (2^ voce, italiano).
- Nathalie Vince: compagna di corso di Candy e Flanny sia al Saint Joseph che al Santa Johanna, con i capelli raccolti in una coda di cavallo. Dopo un iniziale rifiuto, si convince a sostituire la protagonista durante il turno di notte, consentendole così di recarsi a teatro per assistere alla rappresentazione del Re Lear. Doppiata da Silvia Pepitoni (1^ voce), Rosalinda Galli (2^ voce, italiano).
- Diana: bambina figlia di un proprietario terriero dirimpettaio del sig. Steave. Quando quest'ultimo inizia ad aver timore di morire, incitando il figlio adottivo a creare una famiglia e sistemarsi, prende accordi col padre di Diana, la quale diventa quindi promessa sposa di Tom nonostante abbia solo 7 anni. Il ragazzo però non vuol saperne di prendere moglie così giovane ed alla fine, dopo un gioco di equivoci in cui arriva addirittura a far credere al genitore adottivo di avere interesse per Candy, rompe il fidanzamento. Doppiata da Francesca Guadagno (italiano).
- Michael: giovane ufficiale medico dell'esercito francese di stanza negli Stati Uniti, incontrato da Candy ad un ricevimento organizzato da Iriza a casa Andrew a Chicago. Il ragazzo aiuta Candy a scendere dalla torre, dove era stata chiusa da Neal, e stabilisce con lei un'intesa ed una stima reciproca, condividendo l'impegno nel mettersi al servizio della comunità: lui come soldato e lei come infermiera.
- Susanna Marlowe: bellissima attrice della compagnia Stratford, pazzamente innamorata del collega Terence al punto da non riuscire a sopportare che qualcuno possa portarglielo via, sebbene sia ben consapevole che il cuore di Terence sia occupato solo da Candy. Candy, alla ricerca di Terence, la incontra in hotel la sera dello spettacolo di Chicago e lei, timorosa e presa un momento dalla gelosia, le dice che lui sta già dormendo per poi pentirsene poco dopo. È tormentata dalla forte contraddizione del suo sentimento per Terence, in quanto vorrebbe avere il ragazzo per sé, ma poi sa che non può mettersi in mezzo tra lui e Candy. Qualche tempo dopo, per salvare il ragazzo dalla caduta di un riflettore di scena, resterà gravemente ferita subendo l'amputazione di una gamba. Candy, che scopre tutto durante la prima di "Romeo e Giulietta", la raggiunge in ospedale proprio nel momento in cui sta tentando di suicidarsi. E qui scopriamo l'indole estremamente fragile e sentimentale della ragazza, la quale sentendosi profondamente in colpa di star causando un grande dolore sia a Terence che a Candy, disperata vuole togliersi la vita, ma Candy comprendendo che Susanna ama Terence almeno quanto lei, per impedirglielo decide di rinunciare per sempre al giovane, in modo che lui possa restare accanto a Susanna e quest'ultima riconosce il gesto generoso e coraggioso di Candy. Alla fine della serie si scopre che Terence, che aveva abbandonato le scene, torna a recitare al fianco di Susanna (nel finale modificato dal doppiaggio italiano invece viene detto che i due si lasciano). Doppiata da Kōko Kagawa (originale), Gabriella Andreini (1^ voce), Silvia Pepitoni (2^ voce, italiano).
- Tony Chucklies: bambino che s'introduce nottetempo al Santa Joanna per cercare di recuperare una costosa medicina atta a far guarire la madre (ammalata di cuore) ed evitare così che ella torni in ospedale. A tale scopo, si finge un piccolo paziente ricoverato presso il reparto di medicina interna, cui piace molto giocare a poker. Inizialmente Candy lo crede il fantasma di un bimbo deceduto di polmonite qualche tempo prima, ma alla fine l'arcano viene scoperto. Il suo tentativo riesce solo in parte, poiché si sbaglia e prende un flacone di veleno, che poi somministra alla mamma. Candy e il prof. Bobson per fortuna sventano il pericolo, salvando la donna in extremis. Doppiato da Rosalinda Galli (italiano).
- Kathleen (Catherine): graziosa bambina prodigio ricoverata al Saint Joseph di cui non si conosce ancora la malattia. Si scoprirà che la causa di tutto è l'imposizione da parte della mamma di dover suonare il pianoforte, al punto che lo fa portare nella sua stanza d'ospedale. Ma di notte la bambina si svegliava inconsciamente e danneggiava lo strumento.
- Harry Grant: attore della compagnia Stratford e concorrente di Terence per l'assegnazione del ruolo di Romeo. Svolge il provino assieme a Susanna. Dopo che Terence ha ottenuto il ruolo, Harry lo accusa di essere stato favorito dal fatto di essere figlio di Eleanor Baker. Doppiato da Luca Dal Fabbro (italiano).
- Karen Claise (Karen Kreiss): attrice della compagnia Stratford e concorrente di Susanna per l'assegnazione del ruolo di Giulietta. Svolge il provino assieme a Terence. Dopo che Susanna ha ottenuto il ruolo è delusa perché si ritiene più brava di lei e si ritira da suo zio in Florida. È proprio lo zio a chiedere l'aiuto dell'amico dottor Leonard, affinché gli mandi una brava infermiera che possa assistere la nipote. Così il dottor Leonard invia Candy in Florida con la scusa di consegnare dei documenti al dottor Claise: sarà quest'ultimo a rivelarle il vero scopo del viaggio. Candy si trova così bloccata, soprattutto dopo che Karen scopre che avrebbe dovuto assistere alla rappresentazione invitata da Terence. Ma in seguito all'incidente di Susanna la compagnia chiama Karen a sostituirla nel ruolo di Giulietta, così Candy è libera di partire. Il giorno della prima sarà proprio grazie a Karen che Candy potrà entrare in teatro, dopo l'ennesimo tiro mancino di Iriza e Neal che le avevano strappato il biglietto di invito. Doppiata da Liliana Sorrentino (italiano).
- Jill: diminutivo di Gilbert, come lui stesso precisa, è un ragazzino il cui padre (che lavorava come tecnico delle luci presso la compagnia Stratford) è deceduto a causa di un tumore non diagnosticato in tempo dal dott. Leonard, verso il quale egli prova un enorme rancore. Alla stazione di Chicago viene affidato da una donna a Candy, prima della partenza per la Florida. Anche lui deve recarsi sul posto per stabilirsi da alcuni parenti, che gli hanno trovato un lavoro: sarà addetto alla consegna dei giornali.Doppiato da Marco Baroni (italiano).
- Carrie: bambina che Candy e Jill incontrano sul treno diretto in Florida. La piccola si sente male a causa di un attacco d'appendicite: Candy le presta i primi soccorsi, ma è necessario l'intervento di un medico, affinché non sopraggiunga la peritonite. Dopo aver inutilmente perlustrato l'intero mezzo, si decide di scendere alla prima fermata: anche in questo caso il tentativo si rivela vano poiché il titolare della locale clinica risulta assente a causa di un'emergenza. Per fortuna la faccenda si risolve per il meglio grazie all'arrivo di un altro convoglio in stazione: tra i passeggeri viene finalmente trovato un medico che si mette a disposizione e sventa il pericolo. L'uomo non rivela il suo nome, ma si scopre essere un amico del dott. Leonard dai tempi dell'università. Il lieto fine della vicenda fa sì che Jill riacquisti fiducia negli operatori sanitari.
- Bob: orfano della casa di Pony che Candy, diretta a Greytown, incontra quando decide di andare a trovare Miss Pony in seguito alla bugia di Tom sulla salute dell'anziana. È un bambino che possiede un'abitudine piuttosto singolare, mostrando particolare attitudine alla falegnameria: ogni qual volta subisce un torto da qualcuno, costruisce una croce con sopra inciso il nome di chi gli ha fatto del male, per poi piantarla nel terreno a mo' di sepoltura. Miss Pony e Suor Maria non lo ostacolano, perché è grazie a tale sistema che egli impara a scrivere. Doppiato da Riccardo Rossi (italiano).
- Belle: la figlia di Margot, cuoca di Grey Town. È vestita come una piccola indiana pellerossa e storpia il nome di Candy aggiungendo una "S" finale. In realtà non sbaglia poiché la protagonista si chiama realmente Candice: lo si può notare in alcuni fotogrammi, ad esempio nell'elenco delle infermiere diplomate o quando appone la propria firma. Dopo che la madre viene arrestata rimane con Candy al cantiere. Un giorno, per cercare di raggiungere la mamma in città, aziona la locomotiva della ferrovia mettendo in serio pericolo sé stessa e Candy che tentava di fermare il treno. Dopo attimi di pura tensione, per fortuna la bimba riesce ad azionare il freno, evitando il peggio. Rimarrà con Margot al servizio del signor Nelson, dopo l'assoluzione decisa dal giudice. Doppiata da Ilaria Stagni (italiano).
- Daisy Dilmann: amica di Iriza che ha un debole per Neal, Lui però non ricambia e la definisce "la noia personificata", provando pure a usarla per far ingelosire Candy. Doppiata da Massimiliano Alto (italiano).
- Dominique, detto Dommy: commilitone di Stear nella pattuglia aerea nonché suo migliore amico sotto le armi, perde la vita poco prima di lui. Aveva raccomandato al compagno di fare attenzione per non rendere infelice Patty, ma il destino purtroppo si rivelerà tragico.

## Personaggi secondari - adulti
- Signori Brighton: famiglia dell'alta borghesia che ha perso la loro figlia. L'incontro iniziale col sig. Brighton avviene presso una villetta non lontana dalla casa di Pony, in cui Candy e Annie vengono condotte dopo essere cadute in un fiume. Annie rimane subito conquistata e passa lì la notte, al contrario di Candy che torna all'orfanotrofio. Il giorno dopo però la nostalgia per l'amica fa riunire le due bambine. Successivamente i Brighton manifestano l'intenzione di adottare Candy, che però fa di tutto per fargli cambiare idea; quando però i Brighton decidono di scegliere Annie, quest'ultima accetta senza indugio perché ha sempre desiderato avere una vera famiglia. La sig.ra Brighton cerca di nascondere le umili origini di Annie, vietandole perfino di scrivere a Candy, al punto che quando le due ragazze si incontreranno di nuovo faranno finta di non conoscersi. Il marito è invece maggiormente dotato di senso pratico e sicuramente più lungimirante: si preoccupa solo del bene della figlia adottiva e per questo motivo chiede a Candy di starle vicino ad ogni costo.
- Signor Steave: proprietario di un ranch vicino alla casa di Pony, è il padre adottivo di Tom. Doppiato da Silvio Anselmo (1^ voce), Sergio Matteucci (2^ voce).
- Signor Marsh: anziano postino della Casa di Pony. Doppiato da Gino Donato (italiano).
- Signora Legan (Sarah Leagan nata Briand): nobildonna che appoggia i suoi figli qualunque cosa facciano e detesta la protagonista fin dal principio. Ostenta gentilezza nei suoi confronti solo alla fine della serie, per spalleggiare Neal innamoratosi della ragazza. In un primo momento s'era tuttavia opposta, tanto da far licenziare Candy dall'ospedale Santa Joanna per distogliere il figlio dai suoi propositi. Il cambio d'atteggiamento cela tuttavia un altro subdolo intento, suggeritole da Iriza: mettere le mani su parte del cospicuo patrimonio degli Andrew, dopo la diffusione della (falsa) notizia secondo cui lo zio William (apparentemente in cattive condizioni di salute) avrebbe di lì a poco chiesto d'incontrare tutti i membri della famiglia. Doppiata da  Nana Yamaguchi (originale), Fabrizia Castagnoli (1^ voce), Daniela Gatti (2^ voce, italiano).
- Signor Legan (Mr. Raymond Leagan): padre di Neal e Iriza, è lui a decidere di "adottare" Candy come compagnia della figlia ed è l'unico membro della famiglia a difenderla dai soprusi che subisce, pur essendo spesso assente e tendendo a non prendere risolute posizioni. È direttore delle banche della famiglia Andrew a Chicago.
- Signor Stewart: maggiordomo della famiglia Legan. Doppiato da Andrea Lala (italiano).
- Mary: domestica di casa Legan, che insegna a Candy le basi dei lavori casalinghi. Doppiata da Franca Lumachi (italiano).
- Signor Whitman: giardiniere della famiglia Legan. Dopo la morte di Anthony è lui a continuare la coltivazione delle rose "dolce Candy" lavorando per il sig. Watson, un ufficiale giudiziario con la passione per i fiori, che Candy incontra subito dopo la morte del sig. Mc Gregor. Doppiato da Gino Donato (italiano).
- Zia Elroy: componente più anziana della famiglia Andrew, molto severa ed intransigente. È la sorella del defunto padre dello "zio William": nonostante sia quest'ultimo il reale capofamiglia, è per la maggior parte del tempo lei a farne le veci a causa della giovanissima età del ragazzo. È quindi prozia di Archie, Stear ed Anthony. Il suo rapporto con Candy, già non idillìaco, viene via via compromesso prima dalla morte di Anthony e successivamente dalla perfidia dei Legan. Doppiata da Anna Teresa Eugeni (italiano).
- Signor Flanagan: ricco e quantomai eccentrico presidente di un'importante società di Washington con un'innata passione per gli alberi, su cui riesce ad arrampicarsi in maniera incredibile nonostante l'età avanzata, avvalendosi del suo bastone da passeggio. Candy lo incontra alla casa di Pony durante una "vacanza" concessale dal sig. Legan; in quell'occasione il sig. Flanagan voleva espiantare il grande albero sulla collina. Una furba trovata di Candy, che assieme a tutti gli altri bambini tinge di giallo lo strato di rami inferiore, fa credere all'uomo che la maestosa pianta stia morendo ed inizialmente egli sembra convinto a lasciar perdere. Un improvviso acquazzone però lava via la pittura, ristabilendo l'originaria intenzione del vecchietto. Tuttavia la piccola Patty, una delle orfanelle riuscita a salire sui rami più alti, piange e si dispera urlando che mai e poi mai avrebbe abbandonato "suo padre". Flanagan viene così a sapere che tutti i bambini considerano l'albero come il papà che non hanno mai avuto e rinuncia definitivamente al suo proposito. Doppiato da Mario Milita (italiano).
- Signor Garçia: ranchero della tenuta Legan in Messico, apparentemente losco, insensibile e violento. È incaricato di portare Candy in Messico per punizione dopo che Iriza e Neal hanno fatto credere alla loro madre che Candy avesse rubato degli oggetti preziosi. Durante il lungo viaggio riesce ad affezionarsi a Candy e la protegge dall'assalto di tre banditi, ma successivamente non riesce a impedire il suo "rapimento" organizzato dallo zio William. Doppiato da Renzo Stacchi (italiano).
- Walter: contadino in disgrazia, con moglie e quattro figli, che abbandona la propria terra per andare a lavorare per i Legan nella loro tenuta messicana. Viene prelevato con tutta la famiglia dal sig. Garcia e da Candy durante il viaggio verso il Messico, ma poi grazie a Candy, che non esita a vendere la sua preziosa piantina di rose bianche di Anthony, può tornare alla sua fattoria. Doppiato da Renzo Stacchi (italiano).
- Sam: emissario del sig. George, che preleva Candy durante il suo viaggio verso il Messico. Doppiato da Elio Zamuto (italiano).
- George Villiers: uomo di fiducia della famiglia Andrew, segretario personale dello zio William del quale fa spesso le veci. Incarica Sam di prelevare Candy mentre sta andando in Messico e successivamente accompagna Candy a Londra sul bastimento Mauretania. Sul finire della serie conduce Candy a Lakewood, dove scoprirà che lo zio William è Albert. Doppiato da Guido Sagliocca (italiano).
- Huck: un membro della servitù della famiglia Andrew che subisce l'"assalto" del vitellino vinto al Rodeo da Anthony. Successivamente viene incaricato di mettersi alla ricerca di Anthony e Candy, usciti per il loro primo appuntamento.
- Signor Vincent Brown: padre di Anthony. Si vede unicamente dopo la sua morte, nell'episodio 26, quando ringrazia Archie e Stear per essere sempre stati vicini al figlio e gli manifesta il desiderio di conoscere Candy. I due però non s'incontreranno mai nell'anime, ma nel manga sì, poco dopo il funerale di Stear
- Rosemary Brown nata Ardlay/Andrew: madre di Anthony, sorella di Albert (zio William) e sorella o cugina della madre di Stear e Archie e della madre di Eliza e Neal, appare solo in dei flashback. È morta quando Anthony era ancora piccolo e sia lui che Albert dicono che somigliasse tanto a Candy.
- Signor Cartwright: anziano signore benestante, con cui Candy e la casa di Pony avranno spesso a che fare. È proprietario di una tenuta agricola con annesso allevamento di bestiame, nonché di tutta l'area ove sorge l'orfanotrofio (che in un primo tempo sembra volersi riprendere, abbattendo l'edificio), compreso il grande albero. Dimostra di avere un cuore d'oro e sarà sempre generoso nei confronti dei bambini, in particolar modo di Jimmy, che prima assume ed in seguito adotterà. Doppiato da Erasmo Lo Presto (1^ voce), Giuseppe Fortis (2^ voce, italiano).
- Capitano Walls: comandante del Mauretania, il transatlantico con cui Candy si reca a Londra e dove incontra per la prima volta Terence. Non esita a cambiare rotta alla nave per poter prestare soccorso ad alcuni naufraghi, nonostante l'ordine contrario della compagnia di navigazione avvertita dallo spigoloso sig. Stafford, uno degli azionisti di maggioranza presenti a bordo. Doppiato da Antonio Pierfederici (italiano).
- Signor John Stafford: uomo d'affari e passeggero del Mauretania. A causa della sua avidità e per non perdere tempo prezioso necessario alla conclusione di un affare, ostacola in un primo momento il capitano Walls, in procinto di recarsi a soccorrere alcuni naufraghi. Viene definito come "uno degli uomini più ricchi del mondo". Doppiato da Erasmo Lo Presto (italiano).
- Suor Gray: madre superiora e severa direttrice della  Royal St. Paul School. Tiene al buon nome ed al prestigio della scuola più d'ogni altra cosa al mondo; la sua intransigenza sembra vacillare di fronte alle cospicue donazioni elargite dal Duca di Granchester, padre di Terence, ma in un paio d'occasioni sa anche essere magnanima e comprensiva di suo. È un'ottima infermiera. Doppiata da Nana Yamaguchi (originale), Cristina Grado (italiano).
- Suor Margaret: assistente di suor Gray, sarà la monaca che prenderà maggiormente a benvolere Candy. Sua è la responsabilità delle studentesse presso la scuola estiva in Scozia, ove trascorrono le vacanze. Doppiata da Emanuela Fallini (italiano).
- Suor Chris: insegnante della Royal St. Paul School: algida e distaccata, è principalmente lei a tener lezione alle ragazze.
- Eleanor Baker: famosa attrice statunitense, madre di Terence. Da lei il figlio eredita la grande passione per il teatro e la recitazione. Grazie a Candy riallaccia i rapporti con il figlio, del quale assiste poi ai provini e agli spettacoli. Doppiata da Alba Cardilli (italiano).
- Richard, duca di Granchester / Grandchester: facoltoso nobiluomo inglese, padre di Terence, che ha avuto dall'attrice Eleanor Baker. Ha poi sposato una donna aristocratica, brutta e acida, da cui ha avuto altri figli. Col primogenito ha un rapporto pessimo ed alquanto conflittuale e inoltre gli vieta di vedere la madre. L'insensibilità del genitore porterà il giovane a lasciare per sempre la Royal St. Paul School ed a rinunciare a tutti i privilegi riconducibili al proprio casato. Doppiato da Diego Reggente (italiano).
- Nonna Martha: arzilla vecchietta, nonna di Patty, che viene a trovare la nipote di nascosto alla Royal St. Paul School: è un'ottima suonatrice di violino, ma in un secondo momento si rivela un'anziana dotata di forza e determinazione straordinarie, che non vuole rassegnarsi ad essere ormai in età avanzata. Successivamente si trasferisce con Patty a Chicago, dove giunge a compiere ben tre lavori contemporaneamente: donna delle pulizie all'ospedale, membro del personale di cucina presso un ristorante (lo stesso dove Albert trova impiego come lavapiatti) e perfino operaia addetta al rifacimento del manto stradale, ove si guadagna stima, rispetto ed ammirazione da parte di tutti i colleghi uomini. Rischia di morire a causa degli sforzi ma poi si riprende completamente. Dopo la morte di Stear si trasferisce in Florida insieme alla nipote. Doppiata da Elsa Camarda (italiano).
- Katherine: domestica della Royal St. Paul School in inverno, durante la stagione estiva lavora presso il castello dei Granchester in Scozia, dove ha lasciato il figlio Mark. Doppiata da Carla Comaschi (italiano).
- Arnold: anziano pastore che ospita Candy la prima notte subito dopo l'allontanamento dalla scuola. La ragazza inizialmente era salita ad insaputa dell'uomo sul retro del carro da lui condotto, nella speranza di giungere al porto di Southampton. In realtà il mezzo era diretto a Dover: per questo motivo, il giorno seguente, ella deve giocoforza incamminarsi nella direzione opposta.
- Jane: la proprietaria di un bar in un paese attraversato da Candy nel tragitto verso Southampton. È una poco di buono, poiché intende letteralmente comprare la ragazza da un losco figuro che aveva offerto alla protagonista un passaggio verso il porto (i due s'erano incontrati la sera prima al ristorante di un hotel, dove Candy aveva ottenuto di lavorare per poter continuare il proprio viaggio).
- Signor Carson: un contadino vedovo, padre di tre figli, presso la cui casa Candy si ferma per alcuni giorni mentre cerca di arrivare a Southampton. Inizialmente è molto scontroso e rude: sembra avercela col mondo intero, in particolare col medico del vicino villaggio, reo (a suo dire) d'aver lasciato morire la propria consorte. In realtà è solo il dolore per la grave perdita subìta a provocare tale rabbia. Cambia atteggiamento dopo che la ragazza si prende cura della figlioletta Susy, ammalatasi di morbillo.  Doppiato da Diego Reggente (italiano).
- Signor Juskin: proprietario di un piccolo battello da carico presso il porto di Southampton. Candy si reca da lui con una lettera di presentazione firmata dal sig. Carson, con la speranza di trovare un imbarco per gli Stati Uniti. Assieme ai suoi marinai, aiuterà la ragazza a salire clandestinamente sulla Seagull, nascondendola all'interno di una cassa. Doppiato da Erasmo Lo Presto (italiano).
- Capitano Edgar Niven: comandante della nave mercantile Seagull, padre di Sandra. Non sopporta i clandestini e più in generale chiunque tenti di ottenere qualcosa senza fatica né impegno, ma non prenderà provvedimenti contro Candy e Cookie. Doppiato da Elio Zamuto (italiano).
- Boggart: nostromo di colore della nave Seagull. Qualche mese dopo lo sbarco in America insieme al marinaio Beaver (che soffre il mal di mare!), si reca alla casa di Pony alla ricerca di Cookie. Doppiato da Erasmo Lo Presto (italiano).
- Cambusiere della Seagull: il cuoco della nave mercantile.
- Dottor Lenard: anziano medico del villaggio nei pressi della casa di Pony. È lui ad offrire a Candy, tornata da poco in America dopo l'esperienza in Europa, la possibilità di fungere per la prima volta da infermiera, aiutandolo quotidianamente nelle visite presso il proprio studio e soprattutto in quelle domiciliari, a causa della temporanea assenza della moglie. Dimostra grande umanità specialmente nei confronti dei pazienti più poveri, ai quali spesso e volentieri presta le proprie cure gratuitamente. Lavorando con lui, Candy comprende finalmente qual è la sua strada.
- Miss Mary Jane: direttrice dell'omonima scuola per infermiere presso l'ospedale Saint Joseph e vecchia amica di miss Pony; apparentemente burbera, si affezionerà molto a Candy per la quale conierà il soprannome di "signorina sbadatella". Doppiata da Miyoko Asou (originale), Mara Landi (italiano).
- Dottor Frank: giovane direttore dell'ospedale Saint Joseph, riconosce a Candy il merito d'essere stata l'unica infermiera capace di trattare col burbero sig. McGregor. Doppiato da Mauro Bosco (italiano).
- Signor William McGregor: vecchio nobile gravemente ammalato, molto burbero e terrore di infermiere e medici. Al momento del ricovero all'ospedale Saint Joseph, Candy (conoscendone solo il nome di battesimo) crede si tratti dello "zio William" e si prende amorevolmente cura di lui, nonostante l'uomo faccia di tutto per rendersi indisponente. Pian piano però il rapporto tra i due migliora e la ragazza comprende come in realtà, sotto quella dura scorza, l'uomo nasconda un gran cuore. È molto attaccato a Mina, il suo cane San Bernardo, che Candy riuscirà perfino a portare al suo capezzale per tentare di farlo star meglio. Quando l'anziano muore serenamente durante una passeggiata nel giardino dell'ospedale, lascia un grande vuoto nella giovane infermiera, ormai sinceramente affezionata a lui. Doppiato da Giuseppe Fortis (italiano).
- Caposala del Santa Joanna: la coordinatrice delle infermiere. All'arrivo delle neo-diplomate sembra trattarle con assoluta noncuranza, ma dopo averle osservate nel prestare immediatamente soccorso ad un bambino fattosi male, riconosce immediatamente il loro valore, lodando la scuola di formazione da cui provengono.
- Professor Bobson: primario di Chirurgia presso l'ospedale Santa Joanna di Chicago, nonché insegnante molto severo dell'annessa scuola per infermiere. Col suo intervento evita la presa in consegna di Charlie Sanders da parte della polizia, dimostrandosi professionale ed al contempo umano, comprensivo ed attento ai problemi della gente bisognosa. Con lui Candy entra per la prima volta in sala operatoria, nel tentativo (riuscito) di salvare la madre di Tony Chucklies che per sbaglio le aveva fatto ingerire del veleno. Doppiato da Giuseppe Fortis (italiano).
- Dottor Leonard: direttore sanitario dell'ospedale Santa Joanna. Severo ed autoritario, si scontra spesso con Candy, arrivando anche a licenziarla dopo aver scoperto che era andata a vivere con Albert, ma allo stesso tempo l'apprezza riconoscendo la sua competenza. Per questo motivo le assegna incarichi di fiducia e responsabilità, inviandola prima in Florida e successivamente a Grey Town. Si troverà ad un certo punto costretto, suo malgrado, a licenziare definitivamente Candy su pressione della signora Legan, che lo minaccia di bloccare le sovvenzioni bancarie all'istituto. Doppiato da Giuseppe Fortis (italiano).
- Robert Hathaway: capocomico della compagnia Stratford, nella quale recitano Terence e Susanna. Doppiato da Carlo Allegrini (italiano).
- Signori Hamilton: sono i genitori di Flanny. Candy decide di andare a trovarli accompagnata da Stear, ma essi risultano divisi dalla povertà e dall'alcool nonostante gestiscano un piccolo albergo. Ella tenta di riconciliarli illustrando le indubbie qualità della ragazza, che con grande coraggio aveva preso la decisione di partire per il fronte in Europa. Complice anche l'avvenuta consegna di un pacco spedito dalla collega e contenente alcuni piccoli doni per i familiari, la signora sembra alla fine comprendere lo spirito generoso della figlia. La signora è doppiata da Cristina Grado (italiano).
- Signor Thomas: proprietario dell'appartamento di Chicago dove Candy si trasferisce assieme ad Albert, dopo aver deciso d'andare a vivere con lui per aiutarlo a guarire dall'amnesia. È dunque il loro padrone di casa. L'uomo è vedovo ed ha una figlia che vive in Italia, alla quale è molto legato e di cui si preoccupa sempre, a causa della guerra. Inizialmente non vuole affittare la casa a Candy e Albert perché non sono né parenti né sposati, ma poi si convince, anche grazie ad Archie e Stear, quando scopre che l'incidente di Albert è avvenuto in Italia. Doppiato da Willy Moser (italiano).
- Doris: infermiera del Santa Joanna che si schiera dalla parte di Candy dopo aver saputo del licenziamento da parte del dottor Leonard a causa della convivenza di Candy e Albert. Insieme ad altre colleghe riesce a far cambiare idea al dottor Leonard, ricordando l'esempio della crocerossina Katherine, di cui era appena giunta la notizia della morte in guerra.
- Martha: ex-infermiera del Santa Joanna, è una donna di mezza età ricoverata presso il medesimo ospedale: partita come crocerossina per il fronte, è rimasta gravemente ferita tanto da subire l'impianto di una gamba artificiale.
- Dottor Claise: medico che vive in Florida, amico del dott. Leonard e zio di Karen. Con la scusa di dover ricevere e firmare alcuni documenti, per risolvere la depressione della nipote chiede espressamente al dott. Leonard d'inviargli un'infermiera capace di motivare la nipote a riprendersi ed a tornare sulle scene.
- Signora Marlowe: madre di Susanna, contribuisce non poco ad alimentare in Terence il senso di colpa per l'incidente occorso alla figlia, praticamente obbligandolo a starle vicino ed a rinunciare all'amore per Candy. Doppiata da Isa Barzizza (italiano).
- Dottor Martin: medico condotto che gestisce un ambulatorio alla periferia di Chicago: la cosiddetta "Clinica Felice", dove vengono prestate cure indifferentemente ad uomini ed animali. È lì che viene portato Albert dopo essere stato investito da un pirata della strada. Apparentemente strano ed eccentrico quanto basta (viene accusato anche d'essere un ciarlatano), alza spesso e volentieri il gomito, ma è un medico molto competente. Propone a Candy di lavorare per lui, quando ella viene licenziata dall'ospedale Santa Joanna a causa della perfida signora Legan. Doppiato da Bruno Cattaneo (italiano).
- Roger: capostazione dell'ultimo scalo ferroviario prima del cantiere di Grey Town. È lui che conduce la motrice utilizzata da Candy e dalla dottoressa Kerry per raggiungere il cantiere. Doppiato da Massimo Dapporto (italiano).
- Dottoressa Alice Kerry: medico volontario presso il cantiere ferroviario di Grey Town, sorella gemella del ricercato Arthur Kerry. Si scopre che lei ed il dottor Martin sono stati colleghi d'università. Inizialmente è costretta a farsi passare per un uomo, a causa della diffidenza mostrata dagli operai nei confronti delle donne. Doppiata da Silvia Monelli (italiano).
- Signor Nelson: irascibile e manesco capo-cantiere di Grey Town. È molto affezionato al suo cane McKinley: ammorbidisce un po' il proprio modo di fare, dopo che l'animale viene curato con successo da Arthur Kerry e Candy. Per evitare che ella subisca un ulteriore trasferimento in Alaska, decide in seguito di "licenziarla" preventivamente: alla fine l'atto non sarà necessario, poiché l'effettivo termine dei lavori e l'interessamento di Archie Cornwell faranno sì che la ragazza possa tornare alle sue normali mansioni, presso l'ospedale Santa Joanna. Doppiato da Dario De Grassi (italiano).
- Ben: uno degli operai del cantiere ferroviario a Grey Town, che si ferisce seriamente proprio quando Candy e la dottoressa Kerry giungono sul posto e riescono a salvarlo. Doppiato da Sergio Matteucci (italiano).
- Mario, Roy e Thompson: altri operai del cantiere, amici di Ben. Mario è doppiato da Mauro Bosco (italiano).
- Joe: l'aiutante dello sceriffo di Grey Town, che lo accompagna nel tentativo di catturare Arthur Kerry.
- Margot: cuoca tuttofare del cantiere, madre di Belle. Si scoprirà essere in attesa di giudizio per presunto omicidio colposo dell'ex-marito, un alcolizzato che picchiava sempre lei e la bambina. Verrà quindi portata via dallo sceriffo che, giunto sul posto alla ricerca di Arthur Kerry, pur non trovando quest'ultimo non farà comunque il viaggio a vuoto. Alla fine però la donna verrà assolta e tornerà ad occuparsi degli operai e della figlia. Doppiata da Isa Barzizza (italiano).
- Arthur Kerry: giovane fuggiasco accusato ingiustamente di omicidio per la morte del suo ex-datore di lavoro, deceduto in realtà a causa di una disgrazia durante un diverbio tra i due. È il fratello gemello della dottoressa Kerry, medico volontario presso il cantiere di Grey Town. Sulle tracce della sorella (che lo stava cercando a sua volta), finisce col rifugiarsi proprio al cantiere, dove si fa assumere come operaio. Ha studiato veterinaria e grazie a ciò riesce a salvare McKinley, il cane del capomastro Nelson. Viene denunciato da Iriza dopo aver letto di nascosto uno scambio di lettere tra Archie e Candy in cui si parlava di lui, ma gli operai del cantiere lo aiutano a scappare. Seppur innocente, deciderà di costituirsi per evitare grane ancora peggiori. Doppiato da Giorgio Locuratolo (italiano).

## Animali
- Klin (Kurin / Clean) - procione bianco e nero di Annie, che lei affida a Candy quando viene adottata dai Brighton. Diviene inseparabile da Candy e la segue anche in Europa, fino al momento in cui la ragazza intraprende la professione d'infermiera. Resterà alla casa di Pony per poi riunirsi a Candy quando andrà a lavorare a Grey Town.
- Sylvia - Il gatto di Neal e Iriza Legan.
- Cesare e Cleopatra - I due cavalli della famiglia Legan.
- Poopy (Puppe) - la puzzola fedele compagna di Albert. Durante il transito di un treno in territorio italiano, avverte in anticipo il pericolo d'esplosione cui il convoglio stava andando incontro. La sua fuga repentina costringe il padrone a correrle dietro e di fatto, gli salva la vita. L'uomo tuttavia perderà la memoria.
- Evelyn - Tartaruga di Patty, tenuta in violazione del divieto di avere animali alla Royal St. Paul School. Dopo la scoperta da parte di Suor Gray, Candy finisce in punizione per aver difeso Patty. Scappata di nascosto, porta l'animale allo zoo Blue River dove lavora Albert.
- Theodora - La cavalla che Terence utilizza a Londra. Memorabile la galoppata in cui il giovane incita con veemenza Candy a pensare alla propria vita ed al futuro, lasciandosi alle spalle il dolore per la scomparsa di Anthony.
- Pony Flash - È un cavallo proveniente dalla fattoria americana del sig. Steave, che Candy però incontra all'ippodromo di Ascot, in Inghilterra. L'animale partecipa ad un derby e si classifica al quarto posto.
- Eleanor - Terence dà il nome di sua madre ad una pecora, la numeno 93 del gregge. L'animale ha la tendenza a fuggire, poiché non vuol essere tosato. Viene accudita da Mark.
- Pinky - Il cane di razza Collie appartenente al pastore Arnold, che ospita Candy per una notte dopo la fuga dalla Royal St.Paul School.
- Mina - Femmina di San Bernardo appartenente al signor McGregor. Alla morte di quest'ultimo, Candy si prenderà cura del cane portandolo alla Casa di Pony.
- McKinley - Il cane Dobermann del sig. Nelson, capomastro di Grey Town, a cui l'uomo è molto affezionato. Inizialmente sta male, ma viene salvato grazie agli studi veterinari di Arthur Kerry. Si può dire che l'animale in seguito ricambi il favore, poiché è grazie ad esso che viene ritrovata la dottoressa Kerry, finita in un crepaccio nel tentativo disperato d'arrivare a piedi al campo prima dello sceriffo, per avvertire il fratello.
- Tongo - È un leone fuggito da un circo che si rifugia al parco centrale di Chicago. Viene calmato da Albert, che frattanto aveva riacquistato la memoria, e riconsegnato ai proprietari. Questi ultimi ricompensano il giovane con una somma di denaro che gli permette d'acquistare un'automobile ed inoltre gli offrono un lavoro come consulente zootecnico (almeno a suo dire: in realtà non lavorerà mai per loro e la cosa verrà scoperta nel quart'ultimo episodio).